# Ferritina

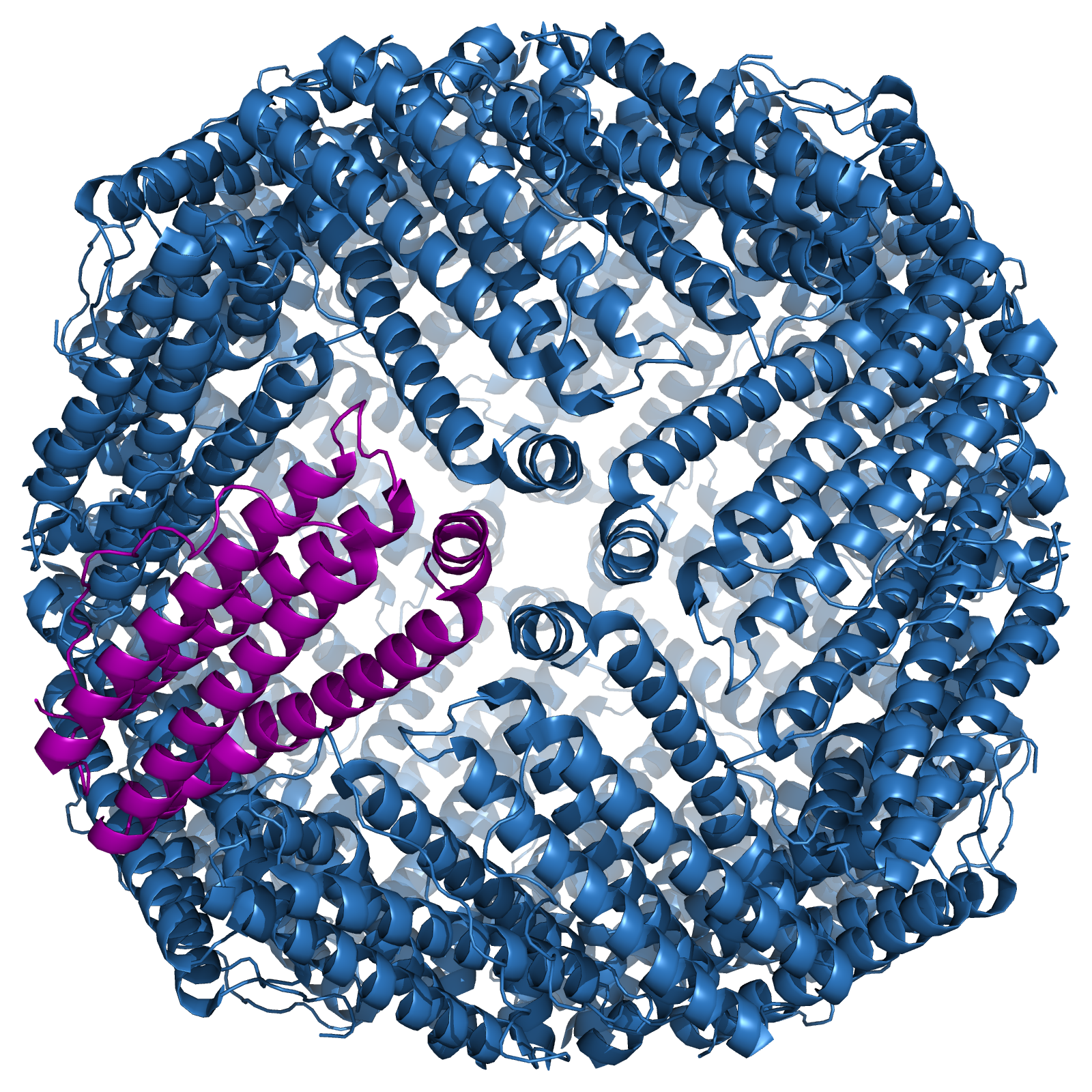
Estrutura da cadeia L recombinante de ferritina, de rato, com resolução de 1.2 A

A ferritina é uma proteína globular que se localiza essencialmente no fígado. A ferritina é a mais importante proteína de reserva do ferro e é encontrada em todas as células, especialmente naquelas envolvidas na síntese de compostos férricos e no metabolismo e na reserva do ferro. Ferritina livre, isto é, sem estar combinada com o íon ferro é chamada de apoferritina. Foi descoberta por V. Laufberger em 1934. A quantidade de ferritina armazenada reflete a quantidade de ferro armazenado. A proteína é produzida por quase todos os tipos de organismos vivos, incluindo algas, bactérias, plantas superiores e animais. Nos humanos, actua como um tampão contra a deficiência ou sobrecarga de ferro.
A ferritina é um complexo de proteína globular composto por 24 subunidades proteicas e é a principal proteína de armazenamento de ferro intracelular nos procariotas e eucariotas, que armazena o ferro numa forma solúvel e não tóxica. A ferritina que não é combinada com o ferro é designada por apoferritina.

## Descrição
A ferritina é uma macromolécula de peso molecular igual a 600.000 Dalton e formada por uma fração polipeptídica (apoferritina), no interior da qual são encontrados até 4.000 átomos de ferro. Em condições normais, isso pode representar 25% do ferro total encontrado no corpo. Além disso, a ferritina pode ser encontrada sob a forma de vários isômeros.
Presente em todas as células, especialmente naquelas envolvidas na síntese de compostos que contêm ferro (precursores eritroides) e no metabolismo e reserva do ferro (hepatócitos e macrófagos). A ferritina pode ser encontrada sob a forma de depósitos intracitoplasmáticos, inclusões lisossômicas ou como aglomerados visíveis ao microscópio (hemossiderina). 
O ferro da ferritina é facilmente mobilizável quando o organismo dele necessita. A ferritina circulante reflete diretamente o nível de ferro estocado no organismo, sendo um dos parâmetros mais importantes para diagnóstico diferencial da anemia ferropriva, detecção do excesso de ferro e avaliação do estado férrico.

## Função
A função primária da Ferritina é de acumular o ferro intracelular protegendo a célula dos efeitos tóxicos do metal livre constituindo uma reserva de ferro rapidamente mobilizável. A maior parte da Ferritina no organismo encontra-se no fígado e nas células do sistema retículo endotelial do fígado, baço e medula óssea, quantidades menores encontram-se no coração, no pâncreas e nos rins. Pequenas, mas significativas quantidades de Ferritina encontram-se no soro humano.

## Dosagem de ferritina
A ferritina só é dosada quando está ligada ao ferro. Seu valor normal no sangue varia de 10 a 80 µg /l. Um grama de ferritina pode estocar até 8 mg de ferro. A ferritina é uma proteína de estocagem que sequestra o ferro e pode transformar o ferro bivalente em ferro trivalente ativo. A ferritina, uma proteína da maior importância no armazenamento de ferro, normalmente aparece em pequenas quantidades no soro. Em adultos sadios, os níveis séricos de ferritina são diretamente relacionados à quantidade de ferro disponível armazenado no corpo e pode ser medida, com precisão, por radioimunoensaio. 

### Elevação da ferritina
Por fazer parte do grupo de proteínas de fase aguda, a ferritina se eleva em resposta a infecções, traumatismos e inflamações agudas. 
Seus níveis podem elevar-se no excesso de ferro, em pacientes transfundidos e em neoplasias, especialmente nas leucemias e linfomas e nos carcinomas de mama, fígado, pulmão, cólon e próstata. E em casos de hemocromatose. 
A ferritina também está muito elevada na Doença de Still do Adulto (DSA). A hiperferritinemia pode ser utilizada como marcador da DSA, com especificidade razoável, pois está elevada para valores muito altos (acima de 1.000 µg /l) em mais de 70% dos casos, sendo que o mesmo geralmente não ocorrem em outras desordens inflamatórias. 
A ferritina também fica bastante elevada em casos de Linfo-histiocitose hemofagocítica.
A obesidade e síndrome metabólica são reconhecidamente doenças que cursam com aumento da atividade inflamatória no organismo, por isso é comum que tais pacientes tenham aumento da ferritina em seus exames.
Eleva-se também nas anemias hemolíticas e sideroblásticas e nas lesões hepáticas, especialmente as lesões alcoólicas. Cerca de 25% dos pacientes com hepatite crônica têm aumento da ferritina. Os níveis séricos de ferritina são caracteristicamente normais ou ligeiramente elevados em pacientes com doença renal crônica.

### Diminuição da ferritina
A carência de ferro pode ser devida a perdas excessivas (hemorragias digestivas, hemorroidas , ulcerações digestivas, regras abundantes); à má absorção (diarreias, gastrectomia). O défice de ferro ocasiona uma diminuição das defesas imunitárias e, portanto, de um lado, uma menor resistência às infecções, e de outro, um risco adicional de câncer por esta menor resistência,além de alteração das estruturas epiteliais. 
Valores de Ferritina inferiores ao valor normal indicam, com certeza, carência de ferro e permitem o diagnóstico diferencial entre anemia ferropriva (da carência de ferro) e anemias devidas a outras causas.

## Défice de ferro
O défice de ferro processa-se no organismo em três estágios:
- Primeiro estágio: ocorre diminuição da ferritina sérica, elemento do sangue que está diretamente relacionado com as reservas de ferro.
- Segundo estágio: a diminuição fica por conta da concentração de ferro sérico e aumento da capacidade de ligação do ferro.
- Terceiro estágio: restrição da síntese de hemoglobina, instalando-se a Anemia.

O valor da Ferritina Sérica pode ter aumento de duas a quatro vezes na presença de infecções e processos inflamatórios, o que faz diminuir o seu valor diagnóstico.